# Christoph Baumgartner
Christoph Baumgartner (* 1. August 1999 in Horn) ist ein österreichischer Fußballspieler. Er steht derzeit bei RB Leipzig unter Vertrag.

## Karriere

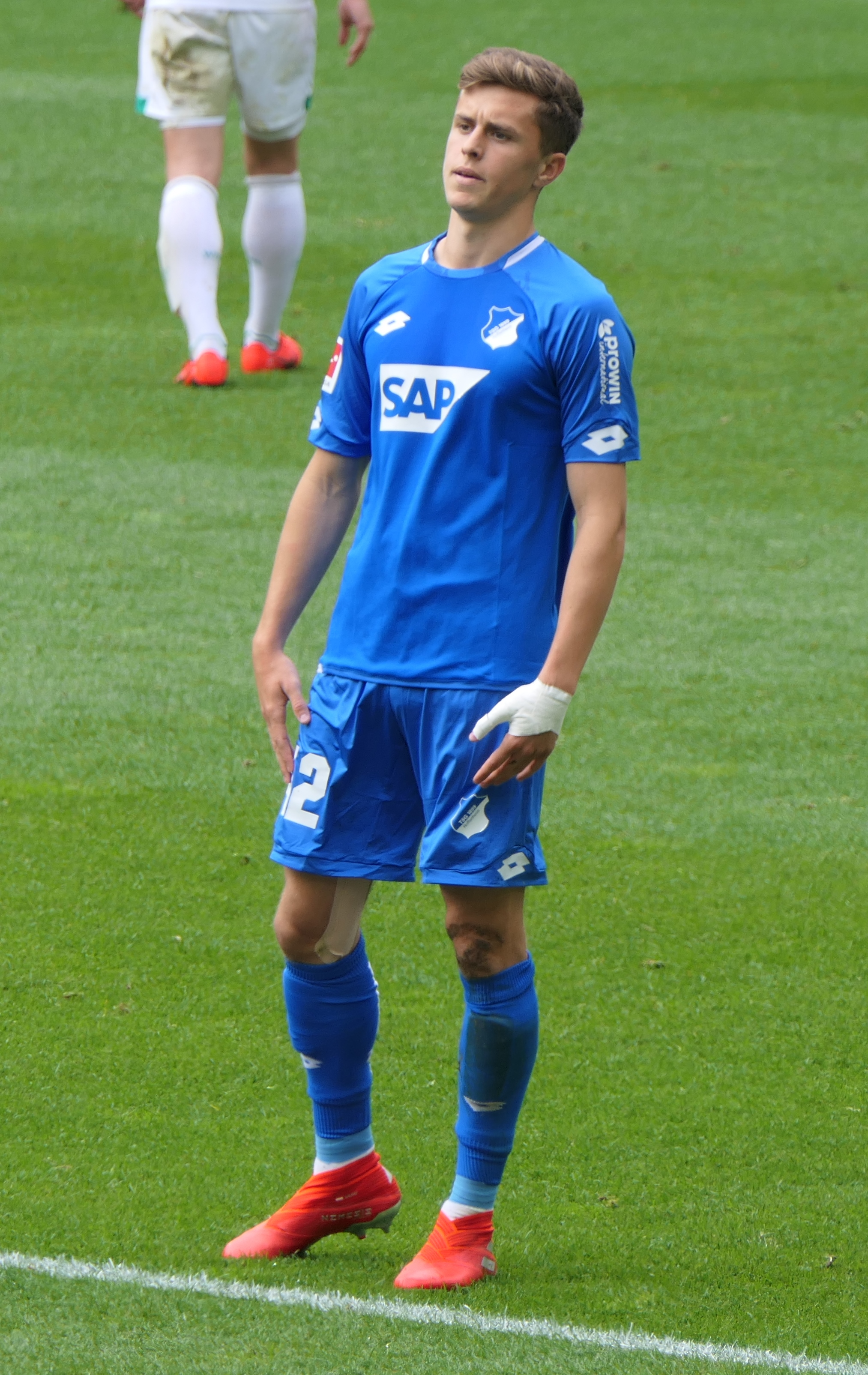
Christoph Baumgartner bei der TSG Hoffenheim 2019

### Verein
Baumgartner begann seine Karriere beim SV Horn. Zur Saison 2012/13 wechselte er in die AKA St. Pölten, in der er sämtliche Altersstufen durchlief.

#### TSG 1899 Hoffenheim
Zur Saison 2017/18 wechselte er nach Deutschland zur U-19-Mannschaft der TSG 1899 Hoffenheim. Im August 2017 stand er gegen den TSV Schott Mainz erstmals im Kader der Zweitmannschaft von Hoffenheim, kam jedoch nicht zum Einsatz. Im selben Monat debütierte er gegen den 1. FC Heidenheim für Hoffenheim in der A-Junioren-Bundesliga. In jenem Spiel, das die TSG mit 3:0 gewann, erzielte er auch seinen ersten Treffer. Bis Saisonende kam er zu 23 Einsätzen für die U-19-Mannschaft in der Bundesliga und erzielte dabei sieben Treffer. Die Saison beendete er mit dem Verein als Meister der Staffel Süd/Südwest und nahm somit an der Meisterschafts-Endrunde teil. Dort schied man jedoch in der ersten Runde gegen den FC Schalke 04 aus.
Zur Saison 2018/19 rückte Baumgartner in den Kader der Zweitmannschaft von Hoffenheim. Im Juli 2018 debütierte er schließlich in der Regionalliga, als er am ersten Spieltag jener Saison gegen den TSV Steinbach Haiger in der Startelf stand und in der 72. Minute durch Andreas Ludwig ersetzt wurde. Im November 2018 erzielte er bei einem 4:0-Sieg gegen den TSV Eintracht Stadtallendorf sein erstes Tor in der Regionalliga.
Im Jänner 2019 wurde er in den Profikader von Hoffenheim befördert. Im Februar 2019 stand er gegen Hannover 96 erstmals im Spieltagskader der Profis, kam jedoch nicht zum Einsatz. Im selben Monat zog er sich einen Handbruch zu und fiel daher einige Wochen verletzt aus. Im Mai 2019 gab er sein Debüt für Hoffenheim in der Bundesliga, als er am 33. Spieltag gegen Werder Bremen in der Halbzeitpause für Nadiem Amiri eingewechselt wurde. In der darauffolgenden Saison 2019/20 entwickelte sich Baumgartner zu einem wichtigen Bestandteil der Mannschaft und kam in 28 Pflichtspieleinsätzen auf sieben Tore und sechs Vorlagen. Hoffenheim beendete die Saison auf dem sechsten Tabellenplatz, welcher zur Teilnahme an der UEFA Europa League berechtigte. Baumgartner wurde im August 2020 zum TSG-Spieler der Saison gewählt. Insgesamt absolvierte Baumgartner in der Bundesliga, im DFB-Pokal und in der UEFA Europa League 138 Pflichtspiele für Hoffenheim und erzielte dabei 30 Tore und legte 22 Tore vor.

#### RB Leipzig
Zur Spielzeit 2023/24 wechselte Baumgartner zu RB Leipzig. Im August 2023 gewann Baumgartner mit Leipzig den DFL-Supercup, jedoch verpasste er das Spiel wegen einer Verletzung am Oberschenkel.

### Nationalmannschaft
Baumgartner spielte im Mai 2014 erstmals für eine österreichische Jugendnationalauswahl. Im August 2015 debütierte er gegen Russland für die U-17-Mannschaft. 2016 nahm er mit dem U-17-Nationalteam an der EM teil, bei der man im Viertelfinale an Portugal scheiterte. Baumgartner kam während des Turniers in allen Partien der Österreicher zum Einsatz und erzielte dabei zwei Tore.
Im September 2016 kam er gegen Belgien zu seinem ersten Einsatz für die U-18-Auswahl, für die er bis April 2017 sechs Spiele absolvierte. Im August 2017 debütierte er gegen Norwegen für die U-19-Mannschaft.
Im November 2017 gab er gegen Serbien sein Debüt für die österreichische U-21-Auswahl. Im August 2020 wurde er erstmals in den Kader der A-Nationalmannschaft berufen. Im September 2020 stand er in der UEFA Nations League gegen Norwegen prompt in der Startelf und gab sein Debüt im Nationalteam. Im Mai 2021 wurde er in den vorläufigen Kader Österreichs für die EM 2021 berufen und schaffte es schlussendlich auch in den endgültigen Kader, mit dem er bis zum Achtelfinale kam. Während des Turniers kam er in allen vier Partien Österreichs zum Einsatz. Im letzten Gruppenspiel gegen die Ukraine sicherte er mit dem Siegtreffer zum 1:0-Endstand Österreich den erstmaligen Achtelfinaleinzug.
In einem Testspiel am 23. März 2024 stellte er einen neuen Weltrekord für das schnellste je in einem Länderspiel geschossene Tor auf. Nach 6,3 Sekunden erzielte er das 1:0 gegen die Slowakei. Im Mai 2024 wurde er wiederum in den vorläufigen Kader Österreichs für die EM 2024 berufen und schaffte es schlussendlich auch in den endgültigen Kader.

## Erfolge
TSG 1899 Hoffenheim
- Meister der A-Junioren Bundesliga Süd/Südwest: 2017/18

RB Leipzig
- DFL-Supercup-Sieger: 2023

## Auszeichnungen
- 2024: APA-Fußballerwahl: Fußballer des Jahres[16]

## Persönliches
Sein Bruder Dominik (* 1996) sowie sein Cousin Stefan Feiertag (* 2001) sind ebenfalls Fußballspieler.
Im Jahr 2022 gründete Baumgartner im ostafrikanischen Uganda eine Schule, in der vor allem junge Frauen die Möglichkeit für eine Ausbildung bekommen sollen.